# جی‌اف‌کی (فیلم)
جِی‌اِف‌کِی (به انگلیسی: JFK) فیلمی مهیج تاریخی به کارگردانی الیور استون با بازی کوین کاستنر است.
جِی‌اِف‌کِی (سه حرف اول نام جان اف کندی)، فیلمی خوش ساخت مهیج و از روی داستان واقعی است که به موضوع ترور جان اف کندی، رئیس‌جمهور آمریکا می‌پردازد. نقش اول این فیلم را کوین کاستنر بازی می‌کند که بازپرس بخش قضایی است. موسیقی متن این فیلم را جان ویلیامز ساخته‌است. کوین کاستنر در این فیلم نقش جیم گریسون را بازی کرده‌است. کوین کاستنر به دلیل بازی در فیلم تحسین شده رقصنده با گرگ‌ها، بعنوان نقش اول در این فیلم انتخاب شد. کاستنر برای بازی در این فیلم، نامزد دریافت جایزه بهترین بازیگر نقش اول فیلم درام از چهل و نهمین دوره جوایز گلدن گلوب شد. فیلم نامزد دریافت هشت جایزه اسکار بود که موفق به دریافت دو جایزه در بخش تدوین و فیلمبرداری شد. این فیلم، نخستین از سه فیلم الیور استون دربارهٔ رئیس‌جمهورهای آمریکا است که دو فیلم دیگر، به ترتیب نیکسون (۱۹۹۵) و دبلیو (۲۰۰۸) هستند.

## بازیگران
بازیگران اصلی این فیلم عبارتند از:
- کوین کاستنر در نقش جیم گریسون
- کوین بیکن
- تامی لی جونز در نقش کلی شاو
- لاری میت کالف
- گری اولدمن در نقش لی هاروی اسوالد
- برایان دویل-موری در نقش جک روبی
- مایکل روکر
- جی او. ساندرس
- سیسی اسپیسک
- جو پشی در نقش دیوید فری

## تأثیر قانونی
درنتیجه تأثیری که این فیلم داشت، کنگره ایالات متحده آمریکا قانونی دربارهٔ مدارک ترور جان اف. کندی تصویب کرد، که منجر به انتشار میلیون‌ها سند طبقه‌بندی‌شده دربارهٔ این ترور شد.
گزارش نهایی هیئت بررسی سوابق ترور تا حدی نگرانی در مورد نتیجه‌گیری در این فیلم را با تصویب قانون جمع‌آوری سوابق ترور رئیس‌جمهور جان اف کندی در سال ۱۹۹۲، که به عنوان قانون جی‌اف‌کی نیز شناخته می‌شود، نشان داد.

## ارجاع به بیرون
- JFK در بانک اطلاعات اینترنتی فیلم‌ها (IMDb)
- JFK در باکس آفیس موجو
- JFK در راتن تومیتوز